# (520) Franziska
(520) Franziska – planetoida z pasa głównego asteroid okrążająca Słońce w ciągu 5 lat i 78 dni w średniej odległości 3,01 j.a. Została odkryta 27 października 1903 roku w Landessternwarte Heidelberg-Königstuhl, w Heidelbergu przez Maxa Wolfa i Paula Götza. Pochodzenie nazwy planetoidy nie jest znane. Przed jej nadaniem planetoida nosiła oznaczenie tymczasowe (520) 1903 MV.